# Szwedzkie okręty podwodne typu U-1
Okręty podwodne typu U-1 – typ małych przybrzeżnych okrętów podwodnych, pierwsze szwedzkie okręty podwodne z kadłubem w całości spawanym. W latach 1952–1953, jednostkom tego typu zmieniono wyposażenie – w miejsce jednego z peryskopów, zainstalowano chrapy, usunięto też z nich działo przeciwlotnicze. W latach 1951–1954 jednostki U-4 do U-6 zostały ponownie przebudowane, dzięki czemu uzyskały bardziej opływowy kadłub uzdatniający je do zadań ZOP. Sześć ostatnich jednostek zostało następnie przemianowane na "Forellen", "Aborren", "Siken", "Gädden", "Laxen" oraz "Makrillen", 3 pierwsze natomiast zostały wycofane ze służby we wczesnych latach 60. Pozostałe okręty tego typu wycofano ze służby w latach 1970-1976. U-3 został zachowany w muzeum w Malmö